# HD24P
HD24P（エイチディーにじゅうよんピー）は、20世紀末に登場した、映画撮影のためのビデオカメラおよびHDTV映像信号の規格の一種である。ジョージ・ルーカスによって提案され、ソニー（初代法人。現・ソニーグループ）によって製品化された。「HD24p」と、Pを小文字にして表記する場合も多い。会話の中では、単に「24P」（にじゅうよんぴー）とも呼ばれる。また、「HD/24P」とも表記される。
通常、HD/24Pといえば「HD1080/24P」を指すが、簡易版の「HD720/24P」という規格も存在する。本項内では特に断りのない限り、HD1080/24Pについて記す。

## 概要
「p」はプログレッシブの略で、「順次走査」を意味する。これに対し、後に述べるインターレースは「飛び越し走査」であり、「i」と略される。プログレッシブ方式のことを「ノンインターレース」と呼ぶこともある。
この登場に伴い、デジタルシネマの動向が活発化し始める。これ以前にもCGの活用による映画のデジタル化は進んでいたが、フィルムとビデオとの基本的な表示方式の違い（フィルムは毎秒24コマ・プログレッシブ、ビデオはNTSCの場合毎秒29.97コマ・インターレース）により、テレシネ変換（フィルムに記録された映像をテープに移す）で2-3プルダウンというコマ数変換過程を経なければならず、これが大きな足枷になっていた。しかし、HD24Pはフィルムと同じ形式での記録が可能であるためにコマ数の変換やフィルムからのテレシネ工程が不要で、ダイレクトにデジタル加工が可能という画期的な商品だった。『スター・ウォーズ エピソード2/クローンの攻撃』（2002年）で実用性が実証された後は採用が相次いでいる。2010年代に入り、Kodakの経営不振や富士フイルムの撮影用フィルム生産終了もあり、現在では低予算映画を中心として撮影機材のデジタル化が急速に行われている。2014年にはアメリカのパラマウント・ピクチャーズが前年公開の「俺たちニュースキャスター 史上最低!?の視聴率バトルinニューヨーク」を持って35ミリフィルムの配給を終了したと発表。今後もアメリカの配給メジャーでも同様の方針が取られる。
日本の劇場用映画では、『式日』（2000年）の一部で使われたのが、ごく初期での使用例。全編をこのシステムで撮影した作品は、『劇場版 仮面ライダーアギト PROJECT G4』（2001年）が世界初である。
従来のHD24Pでは解像度が最大でも垂直解像度1080のフルHDまでとなっているが、RED ONEの登場以降、HDの4倍の解像度を誇る4K解像度や、NHKが推奨するスーパーハイビジョンに匹敵する8K解像度に達するカメラ（ソニーのCineAlta F65）が開発されている。

## 特徴
素材の記録媒体が主にテープやハードディスク、SSD、SDメモリーカード（SDHC以上）が用いられ、フィルムより安価かつ、同一の予算で35mmフィルムの数倍の撮影を行える。現像という工程が不要な上、音声も同時収録されるため、撮影現場で撮影した映像を確認できる。このため、アクションシーンなど動きの激しい撮影などに向いている。絞りを開放にすれば、かなり暗い場所でも無照明で撮影でき、野外で広い場所の撮影にも向いている。
しかし、いかにフィルムに近いとはいえ、フィルム・グレイン・フェチな層には嫌われる傾向がある。これは、デジタル独特の色味やフィルムとの粒状感の違いによるもの。また、カメラの撮影素子のサイズがフィルムに比べてかなり小さいため、被写界深度が深い絵（パンフォーカスとなり、遠近感が少ない）になりやすいことによるものである。このため、カメラの前に着けて浅い被写界深度を実現する目的で、DOFアダプタが開発されている。
また2008年発売のキヤノン EOS 5D Mark IIの登場以降、撮影素子のサイズがビデオカメラより大幅に拡大されているデジタル一眼レフカメラに、ハイビジョン画質の動画機能を搭載した機種が各メーカーから販売され、被写界深度が浅い映像を容易に撮影できるようになってきている。また、デジタルカラーグレーディングに代表される色調補正技術の進歩により、フィルムに近い画質を再現する事も容易になってきている。
こうしたHD画質の動画撮影機能を備えたデジタル一眼レフカメラがCM・MV・映画・テレビなどで使用例が急増して注目を集めた。これはデジタル一眼レフカメラ自体が、フィルム式一眼レフカメラの表現をデジタル技術で再現することに特化しているため、映画的画質を再現する点に優れている事や、映画用システムより安価に購入できる事が理由とされている。ただし、元が写真撮影を目的としたシステムなため本体のみでは動画撮影はかなり不便であり、サードパーティからサポート用システムが販売されている。
2010年代後半からはミラー構造を廃止し小型化したことで普及が進んだミラーレス一眼などにも動画機能が盛り込まれ、特にPanasonicのLumixシリーズには同社のシネマカメラ「VARICAM」に匹敵する機能が搭載された例もある。またミラーレス一眼の市場が成熟するにつれてサイズが拡大していわゆる”フルサイズミラーレス”が登場すると、映像の被写界深度が35mmフィルムを超えるサイズで、かつ4K以上の画質で撮影できる機材が急速に増加した。またいわゆるアマチュア層向けの製品でこうした安価かつ高品質の映像を撮れる機材が増えたことから映画やテレビドラマを制作するハイエンド層向けのシネマカメラも高性能化を余儀なくされ、8Kレベルの高解像度・RAWや10ビットLog収録などより豊かな色彩性能を搭載したシネマカメラが各社から次々と販売されていった。

## HD撮影による映画作品
- リリイ・シュシュのすべて
- 模倣犯
- トリック劇場版
- スパイ・ゾルゲ
- ドラッグストア・ガール
- 踊る大捜査線 THE MOVIE 2 レインボーブリッジを封鎖せよ!
- BLOOD THE LAST VAMPIRE
- 仮面ライダーシリーズ
- 交渉人真下正義
- UDON
- どろろ
- HERO
- スーパーマン リターンズ
- アポカリプト
- ゾディアック
- ラスベガスをぶっつぶせ
- トランスフォーマー/最後の騎士王
- 帝一の國

## HD撮影によるテレビドラマ
- スーパー戦隊シリーズ - 侍戦隊シンケンジャー以降の作品より使用
- 仮面ライダーシリーズ - 仮面ライダーカブト以降の作品より使用
- ウルトラシリーズ - TVシリーズのHD化はウルトラマンギンガから
- NHK大河ドラマ - 「おんな城主 直虎」を除く2010年度以降の作品より使用
- 連続テレビ小説 - ごく一部の作品を除く2014年度以降の作品より順次使用
- 流星ワゴン - TBSでは2013年にソニー CineAlta PMW-F55導入以降シネマカメラで制作が行われている。[1]
- 科捜研の女 - 2022（通算シーズン22）以降の作品より使用
- 金曜ナイトドラマ/土曜ナイトドラマ
- 山村美紗サスペンス 赤い霊柩車39 FINAL（2023年）
- 新・暴れん坊将軍（2025年）